# Булавинське сільське поселення
Булави́нське сільське поселення (рос. Булавинское сельское поселение) — сільське поселення у складі Ульчського району Хабаровського краю Росії.
Адміністративний центр та єдиний населений пункт — село Булава.

## Населення
Населення сільського поселення становить 1458 осіб (2019; 1720 у 2010, 2235 у 2002).